# Insatiable Joséphine
Pour plus de détails, voir Fiche technique et Distribution.
Insatiable Joséphine (Josefine Mutzenbacher... wie sie wirklich war - 1. Teil) est un film pornographique allemand réalisé par Hans Billian en 1976. Il s'agit de l'adaptation du roman Josefine Mutzenbacher narrant la vie d'une célèbre courtisane viennoise de la fin du XIXe siècle. Dans son genre, le film est considéré comme un classique, il a généré trois suites réalisées par le même réalisateur, sans pour autant atteindre la qualité et le succès de l'original.

## Synopsis

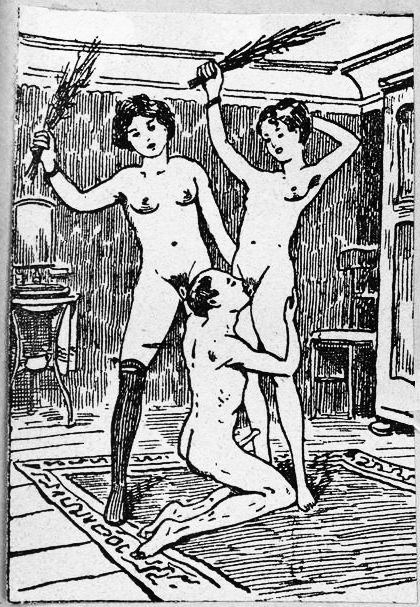
Illustration issue du roman ayant été adapté dans le film.

Joséphine est une jeune fille viennoise très intriguée par le sexe qui vit dans une pension de famille. Après qu'un homme nommé Horak, l'amant de sa voisine lui a fait perdre sa virginité, elle commence une vie sexuelle très active avec d'autres hommes, un ecclésiastique, une autre femme, en trio…. À la suite de la disparition brutale de sa mère, elle entame également une relation sexuelle avec son beau-père. Un pensionnaire qui les a surpris en train de copuler menace le couple de les dénoncer pour inceste et conduit Joséphine à se prostituer à son propre avantage. Par la suite, Joséphine entamera une carrière de prostituée de haut vol qui la mènera à l'ascension sociale qui fera d'elle l'une des courtisanes les plus célèbres de Vienne.

## Fiche technique
- Titre original : Josefine Mutzenbacher... wie sie wirklich war - 1. Teil
- Titre français : Insatiable Joséphine
- Titre américain : Sensational Janine
- Réalisation : Hans Billian
- Scénario : Hans Billian d'après le roman Josefine Mutzenbacher
- Pays de production :  Allemagne de l'Ouest
- Dates de sortie :
  - 17 mai 1976  Allemagne de l'Ouest
  - 18 janvier 1978  France
- Durée : 94 minutes.
- Genres : comédie, pornographie
- Photographie : Gunter Otto
- Musique : Dave Apfelbaum

## Distribution
- Patricia Rhomberg : Joséphine Mutzenbacher
- Sepp Gneißl : Eckhard, un pensionnaire
- Frithjof Klausen : le beau-père de Joséphine
- Siggi Buchner : Horak, le groom
- Birgit Zamulo : Marezi, une fille riche
- Peter Holzmüller : le prêtre
- Marie-France Morel : Zenzi, une prostituée
- Edgar Wenzel : le commissaire de police
- Norbert Schreier : un client
- Christine Szenetra : La fille dans la scène de photos
- Linda Rogers
- Irene Silver

## Production
Le réalisateur Hans Billian a confié le rôle-titre du film à sa petite amie de l'époque, Patricia Rhomberg. Hans Billian lui a attribué ce rôle en partie à cause de son attrait, bien sûr, mais aussi parce qu'elle avait un accent viennois parfait étant née en Autriche. Le film lui a donné une grande renommée en Allemagne. Dans ce film, Patricia Rhomberg a des relations sexuelles la plupart du temps complètes, avec une dizaine d'hommes. L'âge de Joséphine est de 14 ans dans le roman, mais aucun âge n'est mentionné dans le film, son interprète, avait 22 ans à l'époque de la production.

## Réception
Le critique américain Jim Holliday a décrit le film « de loin le meilleur et le plus précis des nombreux films basés sur la vie et les aventures de la légendaire Viennoise Josephine Mutzenbacher » et a conclu en l'appelant son « film porno préféré de tous les temps. » Le film sorti aux États-Unis avec le titre Sensational Janine a été l'un des plus grands succès à l'étranger pour un film pornographique européen. Aujourd'hui, le film est considéré comme « l'un des meilleurs porno jamais réalisé. »